# Phocides pigmalion
Phocides pigmalion este o specie de fluture din familia Hesperiidae. Este întâlnită în Florida peninsulară, la sud prin Indiile Occidentale și Mexic și până în Argentina. 

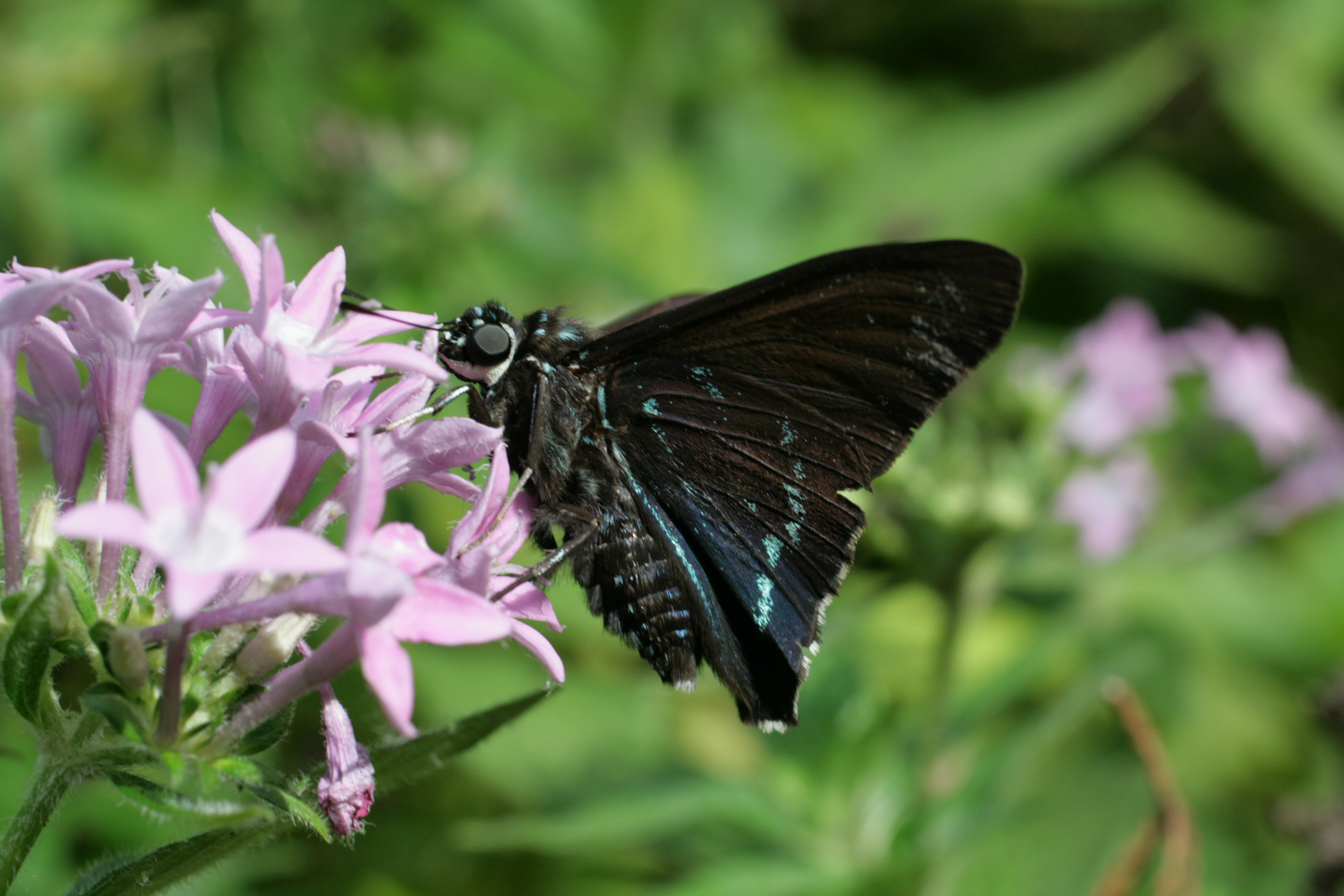

## Descriere
Anvergura este de 48-70 mm. Adulții zboară între lunile noiembrie și august în sudul Floridei. 
Larvele au ca principală sursă de hrană specia Rhizophora mangle. 

## Subspecii
- Phocides pigmalion pigmalion (Surinam, Columbia, Peru, Brazilia)
- Phocides pigmalion bicolora (Haiti)
- Phocides pigmalion batabano (Cuba, America Tropicală)
- Phocides pigmalion okeechobee (Florida)
- Phocides pigmalion hewitsonius (Brazilia, Peru, Bolivia)
- Phocides pigmalion batabanoides (Bahamas)